# Абзалов, Мелис Арипович
Мелис Арипович Абзалов (18 ноября 1938, Янгиюль, Узбекская ССР, СССР — 26 октября 2016, Стокгольм, Швеция) — советский и узбекский актёр театра и кино и режиссёр, Заслуженный деятель искусств Узбекской ССР (1987).

## Биография
Родился 18 ноября 1938 года в Янгиюле. В 1956 году поступил в Ташкентский театрально-художественный институт имени Островского, который он окончил в 1961 году, в том же году был принят в труппу Ташкентского ТЮЗа имени Ахунбабаева, где он прослужив почти год порвал с театральной карьерой в пользу кинематографа. В 1962 году был принят в состав киностудии Узбекфильм, где он отработав до 1970 года был командирован в Москву на курсы сценаристов и режиссёров при Госкино СССР. После окончания учёбы, в 1972 году вновь был зачислен на киностудию Узбекфильм, где он продолжил актёрскую и режиссёрскую работу. Во время распада СССР, он остался без работы, ибо в 1990-е годы кино в Узбекистане фактически не снимали, и тогда его дети, которые жили в Швеции перевезли своего отца в Стокгольм, но периодически в 2000-х годах актёра приглашали на съёмки в Узбекистан, и тот путешествовал между Стокгольмом и Ташкентом для съёмок. Всего за свою кинокарьеру принял участие в 29 работах в кино в качестве актёра и режиссёра.
Скончался 26 октября 2016 года в Стокгольме от инфаркта миокарда, прощание с ним было в тот же день на мусульманском кладбище Стокгольма, но похоронить его решили в Ташкенте, где в тот же день в 14:00 началась церемония прощания и он был похоронен вечером того же дня.

### Личная жизнь
Мелис Абзалов был женат и имел двоих детей — сына и дочь Назиру, которые родили внуков, а те в свою очередь и правнуков.
Мелис Абзалов имел троих детей — сын Джалолиддин, дочь Назира, дочь Лола.
Как сказала на похоронах дочь Назира: Она согласовала с отцом похоронить его в Швеции. Она это решение объяснила физической невозможностью посещать его могилу так часто, как бы ей хотелось, если он будет захоронен в Ташкенте. Она с сожалением признала, что не имеет возможности часто посещать могилу матери в Ташкенте, которую похоронили девять лет назад.

## Фильмография

### Актёр

#### Телесериалы
- 1977 — Это было в Коканде — Ишан Зайнулла.
- 1977-1984 — Огненные дороги
- 1981 — Встреча у высоких снегов — Тухтаев.

#### Фильмы
- 1966 — Белые, белые аисты — Холмат.
- 1969 — Влюблённые — шофёр грузовика.
- 1972 — Седьмая пуля — мордастый бандит.
- 1973 —
  - Встречи и расставания — Юнусали, старший сын.
  - Одна среди людей — лазутчик Нодры.
  - Поклонник — администратор труппы.
- 1975 —
  - Ты, песня моя
  - Человек уходит за птицами — Алаяр-бай.
- 1976 —
  - Далёкие близкие годы — эпизод
  - Птицы наших надежд — Медис.
  - Седьмой джинн — пятый джинн.
- 1977 —
  - Буйный «Лебедь» — Коныс.
  - Дорогу осилит идущий — Шерали.
- 1983 — Уроки на завтра — завуч.
- 1985 — Я тебя помню
- 1987 — Клиника
- 1988 —
  - Приключения Арслана — злой колдун Карашах, скорпион.
  - С любовью и болью (киноальманах; новелла «Шок»)
  - Чудовище, или кто-то другой — Рахимбай.

### Режиссёр
- 1979 — Дуэль под чинарой
- 1982 — Бабушка-генерал
- 1984 — Бунт невесток
- 1987 — Уходя, остаются
- 1989 — Восточная плутовка
- 1997 — Восточные дни

Привожу ссылку на информацию с сайта Кино-Театр.ру
Фильмография
58 работ в 52 проектах
Абзалов Мелис Арипович
Мэлис Абзалов
фильмография
РОЛИ В КИНО
2011 Золотой дедушка | Тилла бува (Узбекистан)
2007 Личина | Ниқоб (Узбекистан) :: Меливой ака
2007 Застава :: эпизод
2006 Ходжа Насреддин: Игра начинается (Россия, Узбекистан)
2006 Ватан (Узбекистан) :: эпизод
2005 Друзья | Улфатлар (Узбекистан) :: спящий мужчина за столом в ресторане
(нет в титрах)
2004 Жизнь прекрасна или киллер поневоле | Baribir hayot guzal (Узбекистан) :: эпизод
2004 Влюблённый | Девона (Узбекистан) :: эпизод
2002 Синедиктум (Узбекистан)
2002 Мальчики в небе | Осмондаги болалар (Узбекистан) :: эпизод
2002 Дронго :: эпизод
2000 Алпомыш | Alpomish | Алпомиш (Узбекистан)
1998 Шайтанат — царство бесов | Shaytanat (Узбекистан) :: депутат
1994 Зов предков (Алжир, Узбекистан)
1994 Великий Туран | Фильм 1
(нет в титрах)
1992 Маклер (Узбекистан, короткометражный)
1992 Золотая стена | Олтин Девор (Узбекистан) :: отец Кумре
1992 Ангел в огне (Узбекистан) :: эпизод
1990 Под маской «Чёрной кошки» :: Салим («Купец»)
1990 Мальчики из Танги | Тангалик болалар :: эпизод
(нет в титрах)
1990 Битва трёх королей | Battle of the Three Kings, The | Batalla de los Tres Reyes, La (СССР, Марокко, Испания, Италия)
1989 Шок :: эпизод
1989 Кодекс молчания :: Адыл Вахидович Вахидов
1989 Восточная плутовка | Майсаранинг иши :: маг в телевизоре
1988 Чудовище или кто-то другой
1988 Приключения Арслана :: злой колдун Карашах
скорпион
1987 Уходя, остаются | Армон :: Зуннунов
учитель
1987 Клиника :: преподаватель
1985 Я тебя помню :: пассажир-«экстрасенс»
1985 Прощай, зелень лета… :: обманутый клиент
(нет в титрах)
1983 Уроки на завтра :: завуч
1983 Новые приключения Акмаля :: начальник стражи
охраняющей принцессу Гузель на Горном озере
(нет в титрах)
1981 Любовь моя — революция :: Мирзобай
1981 Встреча у высоких снегов :: Тухтаев
красноармеец-чекист
1979—1984 Огненные дороги | Оловли йўллар :: Насырбек
1979 В поисках истины | Фильм 2 (5-8 серии)
1982 Певец революции | Фильм 3 (9-12 серии)
1984 Борющийся Туркестан | Фильм 4 (13-14 серии)
1984 Моя республика | фильм 5 (15-17 серии)
1978 Подарю тебе город | Туйлар муборак :: милиционер
(нет в титрах)
1977 Это было в Коканде :: Ишан Зайнулла
глава кокандского духовенства
1976 Седьмой джинн :: пятый джинн
1976 Птицы наших надежд :: Мелис
1976 Далёкие близкие годы :: эпизод
1975 Человек уходит за птицами | Инсон қушлар ортидан боради :: Аллаяр-бай
1975 Ты, песня моя
1973 Поклонник (киноальманах) :: дед Тиркаша
1973 Поклонник | Мухлис
1973 Встречи и расставания :: эпизод
1972 Седьмая пуля :: басмач
подручный Хайруллы
1969 Влюблённые :: эпизод
РЕЖИССЁР
2010 Свадьба на поминках | Таъзиядаги тўй (Узбекистан)
2004 Жизнь прекрасна или киллер поневоле | Baribir hayot guzal (Узбекистан)
1997 Минувшие дни | Ўтган кунлар (Узбекистан)
СЦЕНАРИСТ
1997 Минувшие дни | Ўтган кунлар (Узбекистан)
1992 Золотая стена | Олтин Девор (Узбекистан)
ОПЕРАТОР
2010 Свадьба на поминках | Таъзиядаги тўй (Узбекистан)